# Maurice Dobb
Maurice Herbert Dobb, né le 24 juillet 1900 et mort le 17 août 1976 à Cambridge, est un économiste anglais dont la ferveur militante a suscité des soupçons quant à des services rendus aux services secrets soviétiques. Il travaille sur la théorie de la valeur, la théorie de la planification économique et l'analyse du développement économique soviétique, il est l’économiste marxiste le plus influent de sa génération en Grande-Bretagne.

## Biographie
Maurice Dobb étudie d'abord l'histoire au Pembroke College (Cambridge), en 1919, avant de se tourner un an plus tard vers l'économie. Il sera notamment président du Cambridge Universities Labour Club de 1921 à 1922. Il soutient sa thèse de doctorat à la London School of Economics et devient professeur à l’Université de Cambridge de 1924 à 1976, notamment au Trinity College (Cambridge) de 1948 à 1976.
Intéressé très tôt par la mise en place du socialisme en Union soviétique, Maurice Dobb a séjourné à Moscou au cours de l’été 1925, ce qui lui permet d'étudier l'économie soviétique. Il rédige Russian Economic Development since the Revolution, paru en 1928. Il est certain que la carrière de Maurice Dobb a souffert de ses prises de position extrémistes en lien avec sa longue appartenance au Parti communiste de Grande-Bretagne.

## Œuvres

### En français
- Économie des pays socialistes, avec Henri Tissot, Robert Laffont, 1975, 141 p.
- Le Développement économique soviétique depuis 1917 (éd. originale : Soviet Economic Development Since 1917, 1948).
- Etudes sur le développement du capitalisme (Studies in the Development of Capitalism, 1946) ; Paris, François Maspero, 1981, 421pp

### Non traduits
- (en) Capitalist Enterprise and Social Progress, 1925.
- (en) Russian Economic Development since the Revolution, Londres, 1928.
- (en) Wages. A Comprehensive Study of Wage Problems, 1928.
- (en) Russian Economic Development Since The Revolution, Londres, Routledge & Kegan Paul, 1929, 437 p.
- (en) Some Aspects of Economic Development, 1951.
- (en) On Economic Theory and Socialism, 1955.
- (en) An Essay on Economic Growth and Planning, 1960.
- (en) The Works and Correspondence of David Ricardo, 15 volumes, avec Piero Sraffa (eds), Cambridge University Press, 1951-1973.
- (en) Welfare Economics and the Economics of Socialism, 1969.
- (en) Socialist Planning: Some Problems, 1970.
- (en) Theories of Value and Distribution Since Adam Smith. Ideology and Economic Theory, 1973.